# Maro Engel

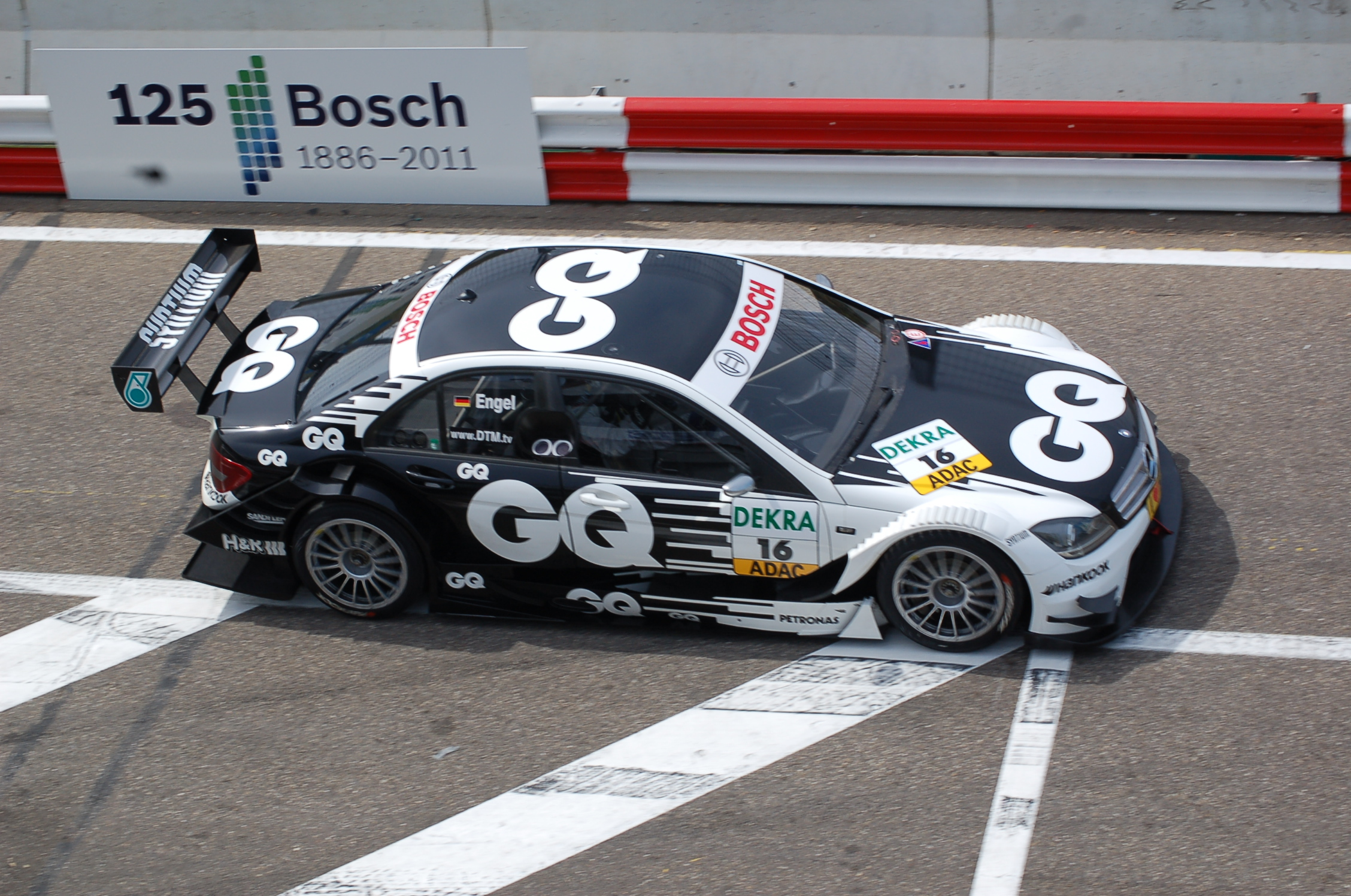
Mercedes-Benz Clase C de Engel en 2011.

Maro Engel (Múnich, Alemania; 27 de agosto de 1985) es un piloto de automovilismo alemán. 
Maro empezó en el karting en Alemania y Francia entre 1996 y 1999. Luego se trasladó a la Fórmula BMW, terminando tercero en 2001 en la Copa Junior, antes de terminar octavo en la Fórmula BMW ADAC el año siguiente. Pasó por la Fórmula 3 Euroseries en 2003 como piloto oficial de Opel, y en la Fórmula 3 Alemana en 2004, y en la Fórmula 3000 Italiana en 2005. 
Corrió en la Fórmula 3 Británica en 2006 terminando quinto; en 2007 siguió en la categoría pero contratado como piloto de desarrollo de Mercedes-Benz donde terminó subcampeón.
En 2008, ascendió a la Deutsche Tourenwagen Masters manejando un Mercedes-Benz Clase C de Mücke, donde estuvo por cuatro temporadas. Su mejor resultado de campeonato fue un 12º puesto en 2009.
Después de no tener éxito en el DTM, paso a competir en un puñado de carreras en distintas categorías de gran turismos como piloto de Mercedes en 2012. Volvió a participar en carreras de turismo en los V8 Supercars al año siguiente con unMercedes-Benz Clase E. Más tarde participó en la Copa Macao GT con un Mercedes-Benz SLS AMG GT3, marcando la pole position.
En 2014, Engel participó exclusivamente en carreras de gran turismos. Logró la pole position y el séptimo lugar en las 12 Horas de Bathurst y el tercero en las 24 Horas de Nürburgring. Engel también compitió en varias carreras de la Campeonato de Nürburgring de Resistencia de la VLN y la temporada completa de la ADAC GT Masters. Además ganó la Copa Macao GT, liderando un 1-2 para la marca alemana.
Al año siguiente se sumó al equipo Black Falcon para la Blancpain Endurance Series en clase Pro-Am con un mejor resultado de segundo lugar de clase en los 1000 km de Paul Ricard. A su vez, ganó la carrera clasificatoria y la carrera principal de la Copa Mundial de GT (anteriormente conocida la Copa Macao GT). Además de la victoria de Engel combinado con el cuarto puesto final de su compañero de equipo Renger van der Zande, Mercedes-Benz ganó la Copa Mundial de GT de Marcas.
En 2016 logró la victoria absoluta en las 24 Horas de Nürburgring con un Mercedes-AMG GT junto con Bernd Schneider, Adam Christodoulou y Manuel Metzger. 
Engel fue contratado por el equipo Venturi para disputar la temporada 2016-17 de la Fórmula E.
En 2017, a pesar de que su primera etapa no fue satisfactoria volvería a competir para Mercedes en el DTM.